# Pselaphokentron
Pselaphokentron es un género de coleóptero de la familia Mordellidae.

## Especies
Las especies de este género son:
- Pselaphokentron aculeatum Franciscolo, 1990
- Pselaphokentron bradypygum Franciscolo, 1955
- Pselaphokentron brunneipenne Ermisch, 1969